# Вирус (фильм, 1980)
«Вирус» (яп. 復活の日 Фуккацу-но-хи, букв. «День возрождения») — научно-фантастический фильм-катастрофа производства Японии, экранизация романа «День возрождения» Сакё Комацу (создатели автор известна как «Гибель Дракона» в 1973 году и его экранизации). Мировая премьера состоялась 26 июня 1980 года. На момент релиза фильм был самым дорогим в Японии.

## Сюжет
Гонка вооружений и борьба разведывательных служб приводит к тому, что новый смертельный вирус случайно выпущен на свободу и начинает распространяться по планете с ужасной скоростью, убивая все живое на своем пути. Антидот не существует — известно лишь, что вирус гибнет при низких температурах. Но время упущено — пандемия в несколько месяцев убивает человечество. К осени 1982 года выживает всего 863 человека: это полярники с разрозненных станций и зимовий в Антарктиде.
Создается Антарктическая Федерация, преодолены разногласия и конфликты этапа становления, выжившие осваивают быт новой жизни. И тут становится известно, что новая угроза нависла над остатками человечества — оружие сверхдержав надолго пережило тех, кому должно было послужить, и готово уничтожить последнее место на Земле, где живут люди.

## В ролях
- Масао Кусакари — Доктор Ёcидзуми
- Сонни Тиба — Доктор Ямаучи
- Джордж Кеннеди — Адмирал Конвэй
- Роберт Вон — Сенатор Баркли
- Оливия Хасси — Мэрит
- Гленн Форд — Президент США Ричардсон
- Чак Коннорс — Капитан Маклауд
- Генри Сильва — Генерал Гарлэнд
- Цунэхико Ватасэ — Yasuo Tatsuno
- Бо Свенсон — Майор Картер
- Юми Такигава — Норико
- Джордж Тулиатос — Полковник Ранкин
- Крис Виджинс — Доктор Бородинов
- Джон Эванс — Капитан Невский
- Чек Линдер — Доктор Латур
- Стефани Фолкнер — Сара Бэкер
- Эдвард Джеймс Олмос — Капитан Лопес
- Николас Кемпбелл — Радист станции Палмер
- Стюарт Гиллард — Доктор Эд Мейер
- Альберта Уотсон — Литы
- Колин Фокс — Шпион Зет

## Производство
В 1970-х годах продюсер Харуки Кадокава основал компанию Kadokawa Daiei Studio. Среди поставленных фильмов этого кинопродюсера: «Клан Инугами» Кона Итикавы и «Испытание человека» Дзюнъя Сато, причем у последнего были американские актёры, такие как Джордж Кеннеди. Кадокава начал работать над фильмами, которые часто основывались на литературных произведениях, принадлежащих его издательскому отделу.
Кассовые сборы этих фильмов были большими, что привело к тому, что Кадокава вложил 2 миллиона йен в этот проект, что сделало его самым дорогим фильмом в истории Японии на тот момент. Фильм снимали в Токио и в разных местах, в том числе в Канаде, включая Кляйнбург, Оттаву и Галифакс. Производство было в значительной степени поддержано чилийским военно-морским флотом, который предоставил подводную лодку (CNS Simpson) для использования в качестве места для съёмок. Внутренние интерьеры подводных лодок были сняты на борту HMCS Okanagan, канадского военно-морского судна класса Оберон.
Американская версия фильма была показана для рецензирования на Каннском кинофестивале в мае 1980 года, но фильм был в процессе пост-продакшена. Для этого выпуска сцены с оригинальной версии были дублированы на английский и длились 156 минут, но для показа на тв сократили 62 минуты, в этой версии фильма были вырезаны некоторые сцены:
- Начальные сцены (разработка вакцины и пересматривают опустевший Токио).
- Сцены с участием Норико, возлюбленной главного героя.
- Диалоги на японской станции в Антарктиде.
- Разговор с американским полярником.
- Полуобнажённые тела на дискотеке в Токио.
- Молитвы жителей Токио в синтоническом монастыре.
- Разговор с заражённым мальчиком по имени Тоби по рации.
- Путешествие главного героя в одиночку после войны и посещения церкви.
- Встреча главного героя с выжившими.